# Hosekræmmeren
 Ikke at forveksle med hvervet hosekræmmer.
 For alternative betydninger, se Hosekræmmeren (flertydig). (Se også artikler, som begynder med Hosekræmmeren)
Hosekræmmeren er en novelle af Steen Steensen Blicher fra 1829. Novellen omhandler pigen Cecil, der er forelsket i nabosønnen Esben, men for sin far hosekræmmeren ikke må gifte sig med ham. Derfor forfalder hun til sindssyge.
Filmen Hosekræmmeren er lavet over novellen.